# Álvaro de Freitas Morna
Álvaro de Freitas Morna (Coimbra, 14 de maio de 1885 — 1961) foi um oficial da Armada Portuguesa que se destacou no campo da meteorologia e da hidrografia. Exerceu funções políticas, entre as quais as de deputado à Assembleia Nacional (1935-1942) e de Governador-Geral da Colónia de Angola entre 1942 e 1943.

## Biografia
No cargo de governador-geral de Angola foi antecedido por Abel de Abreu Sotto Mayor e sucedido por José Ferreira Rodrigues de Figueiredo dos Santos.